# Toxochitona sankuru
Toxochitona sankuru är en fjärilsart som beskrevs av Henry Stempffer 1961. Toxochitona sankuru ingår i släktet Toxochitona och familjen juvelvingar. Inga underarter finns listade i Catalogue of Life.